# 桑喬
桑喬（1501年—1565年），原名桑惟喬，字子木，號南皐，南直隸揚州府江都縣人，明朝政治人物。

## 生平
原名桑維喬，十一年壬辰改名桑喬。嘉靖十年（1531年）辛卯科應天府鄉試第三名舉人，嘉靖十一年（1532年），聯捷壬辰科会试二十三名，二甲第三名进士。觀戶部政，授户部主事。嘉靖十四年冬，改任广西道监察御史，出按山西。嘉靖十六年，进言反对明世宗大興土木，后因都御史王廷相彈劾，在嚴嵩授意下，逮捕入詔獄，廷杖，戍九江，其在戍所居住二十六年后去世。隆慶初年，恢復官職并賜恤。

## 家族
曾祖桑宏；祖桑桂；父桑潮，壽官；母周氏。具慶下，妻徐氏，兄蔭；蘭，弟蕃；芊。

## 延伸阅读
[在维基数据编辑]
 《明史卷二百一十》，出自《明史》